# Touchstone Pictures
Touchstone Pictures er et amerikansk filmproduktionsselskab, der blev etableret i 1984. Selskabet er et af de alternative filmselskaber, der hænger sammen med The Walt Disney Company. Det udgiver typisk film med mere voksne temaer end dem der bliver udgivet under Walt Disney Pictures.
34°9′24.7″N 118°19′30.2″V / 34.156861°N 118.325056°V